# Volta a Suïssa 1959
La Volta a Suïssa 1959 fou la 23a edició de la Volta a Suïssa. Aquesta edició es disputà del 12 al 18 de juny de 1959, amb un recorregut de 1.317 km distribuïts en 7 etapes. L'inici i final de la cursa fou a Zúric.
El vencedor final fou l'alemany Hans Junkermann, que s'imposà per més de deu minuts al francès Henry Anglade i l'espanyol Federico Martín Bahamontes, segon i tercer respectivament. Bahamontes també guanyà la classificació de la muntanya, mentre la classificació per punts fou pel mateix Junkermann.

## Etapes
| Etapa | Data       | Recorregut                        | Km  | Vencedor d'etapa             | Líder de la general   |
| ----- | ---------- | --------------------------------- | --- | ---------------------------- | --------------------- |
| 1ª    | 12 de juny | Zúric - Arosa                     | 211 | Rolf Graf (SUI)              | Rolf Graf (SUI)       |
| 2ª    | 13 de juny | Arosa - Wetzikon                  | 165 | Hans Junkermann (GER)        | Hans Junkermann (GER) |
| 3ª A  | 14 de juny | Wetzikon - Siebnen                | 72  | Kurt Gimmi (SUI)             | Hans Junkermann (GER) |
| 3ª B  | 14 de juny | Siebnen - coll de Sattelegg (CRI) | 13  | Federico M. Bahamontes (ESP) | Hans Junkermann (GER) |
| 4ª    | 15 de juny | Siebnen - Bellinzona              | 208 | Antonio Uliana (ITA)         | Hans Junkermann (GER) |
| 5ª    | 16 de juny | Bellinzona - Kandersteg           | 221 | Federico M. Bahamontes (ESP) | Hans Junkermann (GER) |
| 6ª    | 17 de juny | Kandersteg - Neuchâtel            | 226 | Alcide Vaucher (SUI)         | Hans Junkermann (GER) |
| 7ª    | 18 de juny | Neuchâtel - Zúric                 | 201 | Erwin Schweizer (SUI)        | Hans Junkermann (GER) |

## Classificació final
|    | Ciclista                      | Equip      | Temps       |
| -- | ----------------------------- | ---------- | ----------- |
| 1  | Hans Junkermann (GER)         | Feru       | 37h 57' 24" |
| 2  | Henry Anglade (FRA)           | Liberia    | + 10' 19"   |
| 3  | Federico M. Bahamontes (ESP)  | Condor     | + 10' 45"   |
| 4  | Giorgio Tinazzi (ITA)         | Mondia     | + 12' 09"   |
| 5  | Jean Dotto (FRA)              | Liberia    | + 16' 39"   |
| 6  | Friedhelm Fischerkeller (GER) | Feru       | + 28' 18"   |
| 7  | Martin van den Borgh (NED)    | Locomotief | + 32' 52"   |
| 8  | Kurt Gimmi (SUI)              | Condor     | + 35' 27"   |
| 9  | Jean-Claude Grèt (SUI)        | Tigra      | + 43' 06"   |
| 10 | Alfred Rüegg (SUI)            | Condor     | + 44' 47"   |